# Крейг, Илай
Илай Крейг (англ. Eli Craig; род. 25 мая 1972, Лос-Анджелес, Калифорния) — американский кинорежиссёр, сценарист и киноактёр, широко известный по своему комедийному фильму ужасов «Убойные каникулы».

## Биография
Илай Крейг — второй сын актрисы Салли Филд и Стива Крейга. Его старший брат, Питер Крейг, — сценарист и писатель, сводный брат, Джон Крейг, — музыкант. Также у него есть младший сводный брат Сэм Гройсман — младший сын Салли Филд.
Крейг — любитель активного отдыха. После окончания колледжа он несколько лет работал инструктором в организации Outward Bound и руководил походами на горы Уитни, Аконкагуа, Рейнир, Орисаба и Денали.
С 2004 года состоит в браке с актрисой Сашей Уильямс. У них двое сыновей — Ноа и Колин.

## Карьера
В 2010 году Крейг снял по собственному сценарий комедийный фильм ужасов «Убойные каникулы», который был впервые показан публике на кинофестивале «Сандэнс» и удостоился приза зрительских симпатий на SXSW. В марте 2013 года Крейг снял пилотный эпизод для телесериала Amazon Studios «Zомбилэнд». Серия вышла в апреле 2013 года на Lovefilm и Amazon Video. 17 мая 2013 года Ретт Риз, создатель телеадаптации, отменил выход сериала. Следующий фильм Крейга, «Маленькое зло», в котором снялись Эванджелин Лилли и Адам Скотт, вышел на Netflix в сентябре 2017 года и получил положительные оценки от прессы. В 2023 году режиссёр снял комедийный слэшер «Кровавый урожай» по мотивам романа Адама Чезаре «Клоун в кукурузном поле». Фильм вышел 9 мая 2025 года и также был встречен похвалой от рецензентов.

## Фильмография
Короткометражные фильмы
| Год  | Фильм      | Режиссёр | Сценарист |
| ---- | ---------- | -------- | --------- |
| 2004 | «Дао-понг» | Да       | Да        |

Полнометражные фильмы
| Год  | Фильм              | Режиссёр | Сценарист |
| ---- | ------------------ | -------- | --------- |
| 2010 | «Убойные каникулы» | Да       | Да        |
| 2017 | «Маленькое зло»    | Да       | Да        |
| 2025 | «Кровавый урожай»  | Да       | Да        |

Телесериалы
| Год  | Телесериал        | Примечание          |
| ---- | ----------------- | ------------------- |
| 2010 | «Братья и сёстры» | серия: «Get a Room» |
| 2013 | «Zомбилэнд»       | серия: «Pilot»      |

Актёрские работы
| Год  | Проект                 | Роль                            | Примечание                  |
| ---- | ---------------------- | ------------------------------- | --------------------------- |
| 1999 | «Сделка жизни»         | Кевин Джонсон                   |                             |
| 1999 | «Кэрри 2: Ярость»      | Чак Поттер                      |                             |
| 2000 | «Космические ковбои»   | молодой Уильям «Хоук» Хоукинс   |                             |
| 2005 | «Гонщик № 9»           | Бадди Вернер                    | короткометражный фильм      |
| 2010 | «Кино в прямом эфире!» | в роли самого себя              | серия: «Underground Comedy» |
| 2010 | «Убойные каникулы»     | оператор                        |                             |
| 2017 | «Маленькое зло»        | официальный представитель Дерби |                             |